# Rushen Abbey

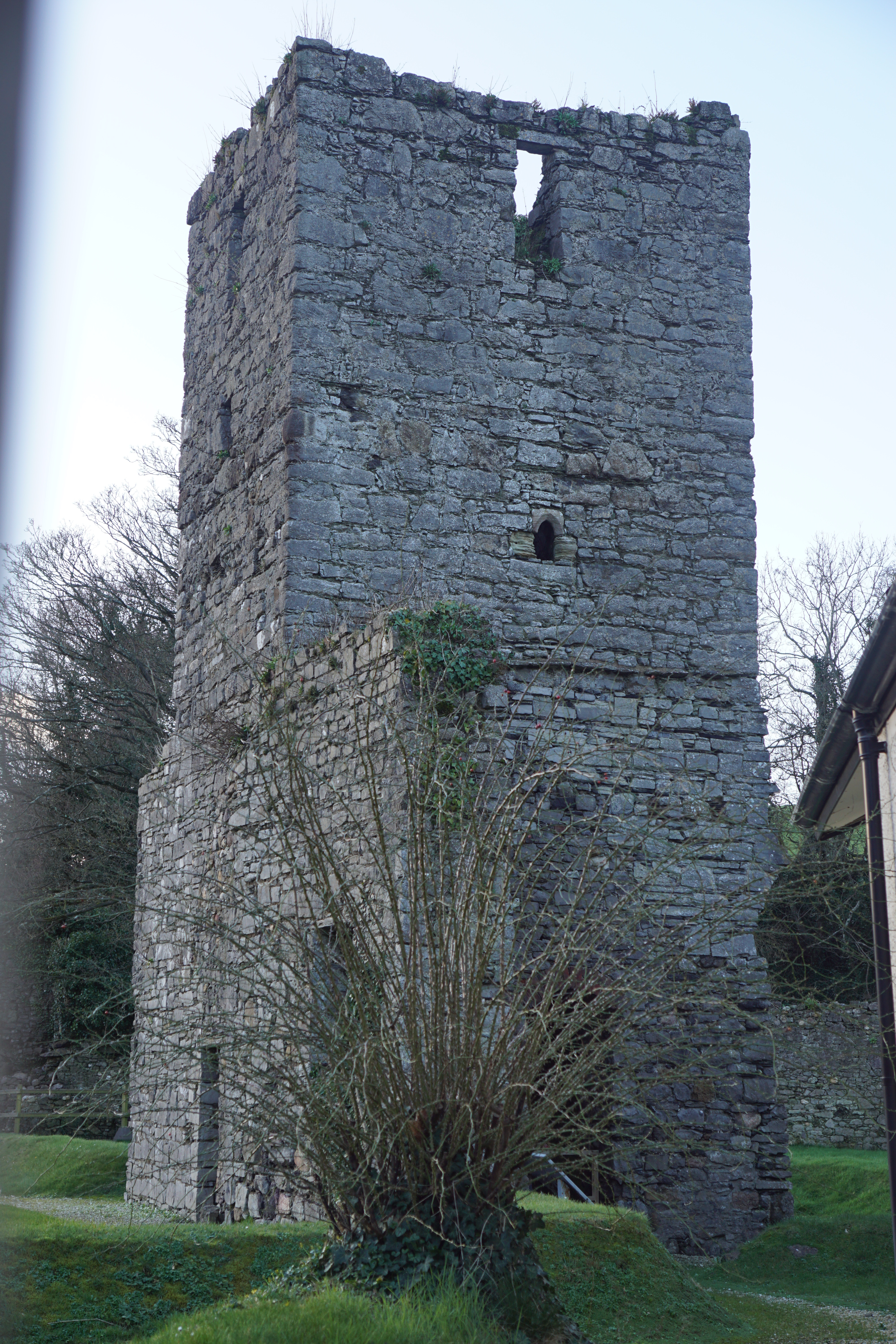
De kerktoren boven het noordelijk transept.

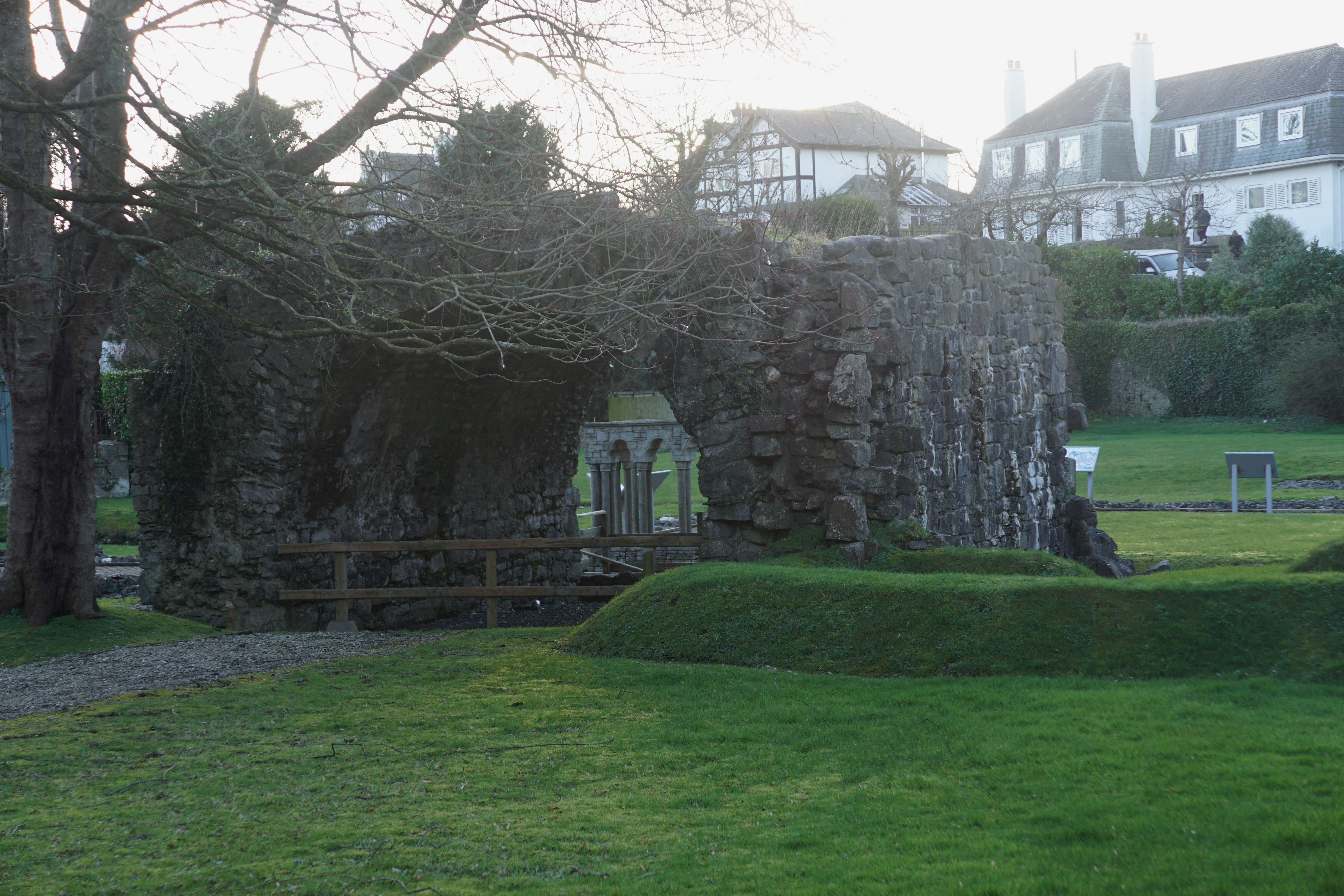
Het kapittelhuis.

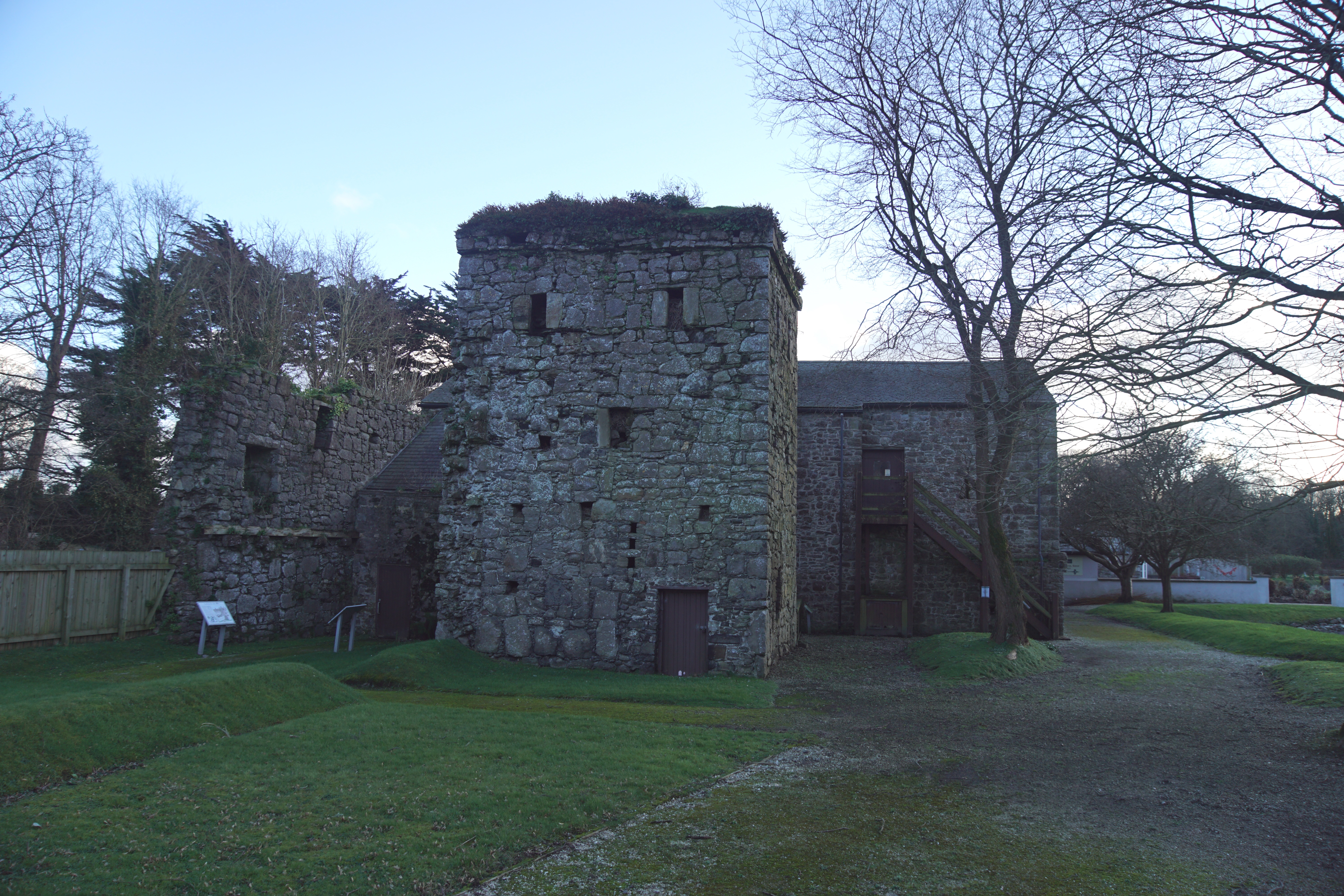
De duiventoren bij de verblijven van de abt.

Rushen Abbey is een (ruïne van een) twaalfde-eeuwse cisterciënzer abdij, gelegen in Ballasalla, zo'n 3,2 kilometer ten noorden van Castletown, in de parish van Malew op het eiland Man. Het middeleeuwse handschrift de Koningskronieken van Man werd er geschreven.

## Geschiedenis
Over de oorsprong van de abdij is weinig bekend. Er bestond in de elfde eeuw in de parish van Malew een vermoedelijk keltisch klooster gewijd aan Sint Leco (of Lua) . De parish Malew is genoemd naar deze heilige. Of dit klooster op dezelfde locatie stond als Rushen Abbey is niet bekend. In 1134 werd het klooster opnieuw gesticht door Óláfr Guðrøðarson, koning van Man, met de Congregatie van Savigny vanuit de Abdij van Furness in Lancashire, waarbij de abdij ook fungeerde als koninklijke begraafplaats. In 1147 ging de Congregatie van Savigny op in de Orde der Cisterciënzers waarbij de abij een cisterciënzer abdij werd.  De abijkerk gewijd aan de Maagd Maria werd afgebouwd in 1257. 
In 1540 werd de abij opgeheven en grotendeels afgebroken. De ruïne kwam in handen van de familie Moore die er een huis bouwden. Het zuidelijk deel van de voormalige abdij kreeg een agriculturele functie, het noordelijk deel een residentiële functie. Het huis van de familie Moore werd herbouwd in de jaren zeventig van de achttiende eeuw, werd in de twintigste eeuw een hotel (Rushen Abbey Hotel) en daarna in 2010 een restaurant (The Abbey Restaurant). Eind negentiende eeuw werd de ruïne een populaire romantische tuin. Eind twintigste eeuw wilde een projectontwikkelaar een congrescentrum bouwen op het terrein van Rushen Abbey, maar dit plan had de publieke opinie niet mee. In 1998 werd Manx National Heritage eigenaar van Rushen Abbey. In de periode 1998-2008 werd de locatie archeologisch onderzocht door Peter Davey.

## Beschrijving
Van de abdij zijn een aantal herkenbare onderdelen overgebleven, zoals een deel van de verblijven van de abt en bijbehorende duiventoren, de noordelijke toren van de kerk (op het transept), het kapittelhuis en de noordwestelijke toren (vermoedelijk onderdeel van een toegangspoort tot het abdijterrein) aan het schip. De oorspronkelijke plattegrond van de abdij had een kerk die west-oostelijk georiënteerd was. Deze kerk heeft een aantal romaneske bogen die erop wijzen op een bouwjaar in de eerste helft van de twaalfde eeuw.  Er was een noordelijk transept met toren en kapellen aan de oostzijde en een zuidelijk transept met kapellen.aan de oostzijde. Aan de zuidzijde van het  zuidelijk transept bevond zich het kapittelhuis met daar ten zuiden van de rest van de oostvleugel van de abdij met de bibliotheek, de dagtrap, een bogengalerij en een salon. Aan de zuidzijde van de kerk ter hoogte van het schip bevond zich de kloostertuin van dertien vierkante meter (een kwart van de meestgebruikte grootte voor een cisterciënzer klooster) met aan de zuidzijde daarvan de refter met westelijk ervan de keuken. De kloostertuin werd ook begrensd door een westelijke vleugel met aan de zuidwestzijde daarvan een gasthuis. Geheel ten oosten van dit kloostercomplex lagen de verblijven van de abt (ter hoogte van de zuidvleugel). Deze verblijven hadden een plattegrond in de vorm van een gespiegelde L. Uitstekend aan het lange deel van de L (noord-zuid) in dezelfde richting als het korte deel van de L (west-oost) bevond zich de duiventoren die van later datum is. Ten oosten van deze verblijven bevindt zich de stroom de Silverburn.
De ommuring om het terrein van Rushen Abbey lijkt voornamelijk uit de negentiende eeuw te stammen.
De panden aan de zuidoost- en noordzijde van het terrein zijn latere toevoegingen. Aan de noordzijde staat het pand van de familie Moore (origineel genaamd The Abbey) dat in de 21e eeuw een restaurant is.

## Beheer
Rushen Abbey wordt beheerd door Manx National Heritage.